# Survivor Series (2020)
Survivor Series 2020 fue la trigésima cuarta edición de Survivor Series, un evento pago por visión de lucha libre profesional realizado por la WWE el 22 de noviembre de 2020 desde el Amway Center en Orlando, Florida, y contó con la asistencia de público virtual a través del ThunderDome. El evento celebró el 30 aniversario del debut de The Undertaker en la WWE, con el anuncio oficial de su retirada tras tres décadas en la compañía, cerrando el evento.

## Producción
Survivor Series es un pago por visión anual, producido cada noviembre por WWE desde 1987. El segundo evento  pago por visión más largo de la historia de WWE (detrás de WrestleMania), es uno de los cuatro pago por visión originales de la promoción, junto con WrestleMania, Royal Rumble y SummerSlam. El evento se caracteriza tradicionalmente por tener Traditional Survivor Series elimination match, que son combates de eliminación por equipos que generalmente presentan equipos de cuatro o cinco luchadores entre sí. Desde que WWE reintrodujo la división de marcas en 2016, Survivor Series se ha centrado en la competencia entre Raw y SmackDown por la supremacía de marcas. El evento de 2019 también contó con el antiguo territorio de desarrollo de WWE, NXT, involucrado en la competencia de marcas como una tercera marca; sin embargo, NXT no participará en el evento de 2020. Como resultado, el evento de 2020 tendrá los tradicionales combates 5 contra 5 para hombres y mujeres entre Raw y SmackDown.
A partir del evento de 2017, los campeones de Raw se han enfrentado a sus homólogos de SmackDown en combates sin sus títulos en juego. Con la incorporación de NXT para el evento de 2019, las luchas se convirtieron en Triple Threat match entre los campeones de las tres marcas, sin embargo, sin la participación de NXT para 2020, las luchas regresaron a luchas individuales no titulares entre los campeones de Raw y SmackDown. Survivor Series 2020 contará con el Campeón de la WWE de Raw contra el Campeón Universal de la WWE de SmackDown, la Campeona Femenina de Raw frente a la Campeona Femenina de SmackDown, el Campeón de los Estados Unidos de Raw contra el Campeón Intercontinental de SmackDown y los Campeones en Parejas de Raw enfrentándose a los Campeones en Parejas de SmackDown.

### Impacto de la pandemia de COVID-19
Como resultado de la pandemia de COVID-19, WWE presentó la mayor parte de su programación desde el WWE Performance Center en Orlando, Florida desde mediados de marzo sin la asistencia de fanáticos, aunque a fines de mayo, la promoción comenzó a usar aprendices del Performance Center para servir como audiencia en vivo, que se expandió aun más a amigos y familiares de los luchadores a mediados de junio. El 17 de agosto, WWE anunció que todos los programas futuros y pagos por visión se llevarían a cabo en el Amway Center, un lugar más grande también ubicado en Orlando, para el «futuro previsible», comenzando con el episodio del 21 de agosto de SmackDown. Además, los programas ahora cuentan con una nueva experiencia de visualización para los fanáticos llamada «ThunderDome», que utiliza drones, láseres, pirotecnia, humo y proyecciones. Se instalaron aproximadamente 1000 tableros LED en el Amway Center para permitir que los fanáticos asistan virtualmente a los eventos de forma gratuita y se los vea en las filas y filas de tableros LED. El audio de la arena también se mezcla con el de los fans virtuales para que se puedan escuchar los cánticos de los fans. El acuerdo inicial de WWE con el Amway Center expiró el 31 de octubre, pero con la opción de extender el contrato con un aviso de dos semanas. El 12 de octubre, Pro Wrestling Insider informó que el contrato se había extendido, y Fightful reveló que la fecha de vencimiento del contrato enmendado sería el 24 de noviembre.
411Mania informó que la pandemia de COVID-19 fue una razón por la que la marca NXT no estaría involucrada en el evento, a diferencia del Survivor Series del año anterior. Brotes del virus se han producido en los dos estadios locales de NXT, la Universidad Full Sail y el WWE Performance Center, lo que llevó a WWE a excluir a los luchadores de NXT del evento para evitar la posible transmisión del virus a los miembros de los planteles de Raw y SmackDown.

## Antecedentes
Los combates clasificatorios para el Traditional Survivor Series elimination match masculino comenzaron en el episodio del 26 de octubre de Raw. AJ Styles, Keith Lee y Sheamus obtuvieron los primeros tres lugares en Team Raw al derrotar a Jeff Hardy, Elias y Riddle, respectivamente. La semana siguiente, Braun Strowman se clasificó para el equipo al derrotar a Lee y Sheamus. Riddle ganó el último puesto en Team Raw al derrotar a Elias y Hardy en un combate de triple amenaza en el episodio del 9 de noviembre. Los dos primeros miembros del equipo SmackDown se determinaron en el episodio del 30 de octubre de SmackDown. Kevin Owens y Jey Uso se clasificaron al derrotar a Dolph Ziggler y Daniel Bryan, respectivamente. La semana siguiente, King Corbin y Seth Rollins se clasificaron al derrotar a Rey Mysterio y Otis, respectivamente. En el episodio del 20 de noviembre, el oficial de la WWE, Adam Pearce, nombró a Otis como el miembro final del Team SmackDown.
Para el Traditional Survivor Series elimination match femenino, las cinco miembros del Team Raw fueron inicialmente reveladas en el episodio del 26 de octubre de Raw. Los oficiales de la WWE, Adam Pearce y Pat Buck, anunciaron que las Campeonas Femeninas en Parejas de la WWE, Nia Jax y Shayna Baszler, junto con Mandy Rose y Dana Brooke, representarían al Team Raw. El quinto y último puesto fue determinado por un combate esa noche, en el que Lana ganó al derrotar a Lacey Evans, Peyton Royce y Nikki Cross. En el episodio del 16 de noviembre de Raw, debido a que Jax y Baszler atacaron a Rose durante un combate por equipos, y luego Reckoning de Retribution atacó a Brooke tras bastidores, tanto Rose como Brooke fueron consideradas incapaces de competir en Survivor Series, por lo que Pearce anunció que serían reemplazadas por Evans y Royce. La primera miembro del equipo SmackDown se determinó en el episodio del 30 de octubre de SmackDown, donde Bianca Belair ganó el lugar al derrotar a Billie Kay y Natalya. Ruby Riott ganó el segundo lugar en el siguiente episodio, donde derrotó a Natalya y Zelina Vega. En el episodio del 13 de noviembre, Liv Morgan se clasificó al derrotar a Natalya, Chelsea Green y Tamina. La semana siguiente, Pearce agregó a Bayley al equipo, y Natalya derrotó a Tamina para ganar el último puesto en el Team SmackDown.
Los cuatro combates por la supremacía de marcas entre campeones se anunciaron en el episodio del 26 de octubre de Raw. En ese momento, se anunció que el Campeón de la WWE de Raw Randy Orton se enfrentaría al Campeón Universal de la WWE de SmackDown Roman Reigns, la Campeona Femenina de Raw Asuka se enfrentaría a la Campeona Femenina de SmackDown Sasha Banks, el Campeón de los Estados Unidos de Raw Bobby Lashley se enfrentaría al Campeón Intercontinental de SmackDown Sami Zayn y los Campeones en Parejas de Raw The New Day (Kofi Kingston & Xavier Woods) se enfrentarían a los Campeones en Parejas de SmackDown, The Street Profits (Angelo Dawkins & Montez Ford).
Durante las siguientes semanas, cinco de los campeones defendieron sus títulos antes de Survivor Series, y cuatro de ellos retuvieron para mantener los enfrentamientos como se anunciaron inicialmente. La Campeona Femenina de SmackDown Sasha Banks retuvo su título contra Bayley en el episodio del 6 de noviembre de SmackDown, Bobby Lashley retuvo el Campeonato de los Estados Unidos contra Titus O'Neil en el episodio del 9 de noviembre de Raw, el Campeón Intercontinental Sami Zayn retuvo su título contra Apollo Crews en el episodio del 13 de noviembre de SmackDown, y The New Day retuvo su Campeonato en Parejas de Raw contra The Hurt Business (Cedric Alexander & Shelton Benjamin) en el episodio del 16 de noviembre de Raw. También durante este tiempo, los Campeones en Parejas de SmackDown The Street Profits conversaron con el exmiembro de The New Day Big E sobre sus oponentes en Survivor Series, quienes básicamente les dijo que The New Day ganaría. El enfrentamiento entre los campeones mundiales masculinos, sin embargo, cambió. Después de que Drew McIntyre perdiera el Campeonato de la WWE ante Randy Orton en Hell in a Cell el 25 de octubre, McIntyre recibió una revancha por el título. Antes de eso, sin embargo, McIntyre apareció en el episodio del 13 de noviembre de SmackDown para confrontar al Campeón Universal de la WWE Roman Reigns, a pesar de no ser el Campeón de la WWE. McIntyre derrotó a Orton para recuperar el Campeonato de la WWE en el episodio del 16 de noviembre de Raw, convirtiéndose así en el oponente de Reigns en Survivor Series.

## Resultados
- Kick-Off: The Miz (Raw) ganó el Dual Brand Battle Royal (12:00).[19][20]
  - The Miz eliminó finalmente a Dominik Mysterio, ganando la lucha.
  - Los demás participantes fueron, en orden de eliminación (entre paréntesis quien le eliminó): John Morrison (Dominik), Kalisto (Alexander), Rey Mysterio (Ziggler), Humberto Carrillo (Garza), Angel Garza (Benjamin & Alexander), Cedric Alexander (Ricochet), Ricochet (Benjamin), Shelton Benjamin (Crews), Murphy (Roode), Robert Roode (Dominik), Dolph Ziggler (Dominik), Apollo Crews (Nakamura), Shinsuke Nakamura (Jeff), Elias (Jeff), Jeff Hardy (Gable) y Chad Gable (Dominik).
- Team Raw (AJ Styles (capitán), Riddle, Keith Lee, Sheamus & Braun Strowman) (con Omos) derrotó a Team SmackDown (Jey Uso (capitán), Kevin Owens, Otis, Seth Rollins & King Corbin) en un Traditional Survivor Series Elimination Men's Match (19:25).[21][22]
  - Durante la lucha, Omos interfirió a favor de Team Raw.

| N.º             | Luchador                                                          | Equipo                                                            | Eliminado por                                                     | Técnica de eliminación                                            | Tiempo                                                            |
| --------------- | ----------------------------------------------------------------- | ----------------------------------------------------------------- | ----------------------------------------------------------------- | ----------------------------------------------------------------- | ----------------------------------------------------------------- |
| 1               | Seth Rollins                                                      | SmackDown                                                         | Sheamus                                                           | «Brogue Kick»                                                     | 6:05                                                              |
| 2               | Kevin Owens                                                       | SmackDown                                                         | AJ Styles                                                         | «Phenomenal Forearm»                                              | 12:20                                                             |
| 3               | King Corbin                                                       | SmackDown                                                         | Riddle                                                            | «Floating Bro»                                                    | 13:05                                                             |
| 4               | Otis                                                              | SmackDown                                                         | Braun Strowman                                                    | «Running Powerslam»                                               | 17:05                                                             |
| 5               | Jey Uso                                                           | SmackDown                                                         | Keith Lee                                                         | «Spirit Bomb»                                                     | 19:25                                                             |
| Sobrevivientes: | Team Raw (AJ Styles, Sheamus, Braun Strowman, Riddle & Keith Lee) | Team Raw (AJ Styles, Sheamus, Braun Strowman, Riddle & Keith Lee) | Team Raw (AJ Styles, Sheamus, Braun Strowman, Riddle & Keith Lee) | Team Raw (AJ Styles, Sheamus, Braun Strowman, Riddle & Keith Lee) | Team Raw (AJ Styles, Sheamus, Braun Strowman, Riddle & Keith Lee) |
- Los Campeones en Parejas de SmackDown The Street Profits (Angelo Dawkins & Montez Ford) derrotaron a los Campeones en Parejas de Raw The New Day (Kofi Kingston & Xavier Woods) (con Big E) (13:40).[21][23]
  - Dawkins cubrió a Woods después de un «Electric Chair Blockbuster».
  - Ninguno de los dos campeonatos estuvieron en juego.
- El Campeón de los Estados Unidos Bobby Lashley (con MVP, Shelton Benjamin & Cedric Alexander) derrotó al Campeón Intercontinental Sami Zayn (7:50).[21][24]
  - Lashley forzó a Zayn a rendirse con un «Hurt Lock».
  - Ninguno de los dos campeonatos estuvieron en juego.
- La Campeona Femenina de SmackDown Sasha Banks derrotó a la Campeona Femenina de Raw Asuka (13:05).[21][25]
  - Banks cubrió a Asuka con un «Roll-Up».
  - Ninguno de los dos campeonatos estuvieron en juego.
- Team Raw (Nia Jax (co-capitana), Shayna Baszler (co-capitana), Lana, Lacey Evans & Peyton Royce) derrotó a Team SmackDown (Bayley (capitana), Liv Morgan, Ruby Riott, Bianca Belair & Natalya) en un Traditional Survivor Series Elimination Women's Match (23:20).[21][26]
  - Originalmente, Mandy Rose y Dana Brooke eran miembros del Team Raw, pero fueron reemplazadas por Evans y Royce luego de que Rose sufrió una lesión a manos de Baszler y Brooke fue atacada por RECKONING, dejándolas fuera del equipo.

| N.º               | Luchadora       | Equipo          | Eliminada por   | Técnica de eliminación | Tiempo          |
| ----------------- | --------------- | --------------- | --------------- | ---------------------- | --------------- |
| 1                 | Bayley          | SmackDown       | Peyton Royce    | «Deja Vu»              | 9:55            |
| 2                 | Peyton Royce    | Raw             | Natalya         | «Sharpshooter»         | 11:40           |
| 3                 | Natalya         | SmackDown       | Lacey Evans     | «Woman's Right»        | 12:35           |
| 4                 | Ruby Riott      | SmackDown       | Shayna Baszler  | «Kirifuda Clutch»      | 16:50           |
| 5                 | Lacey Evans     | Raw             | Liv Morgan      | «Crucifix»             | 18:00           |
| 6                 | Liv Morgan      | SmackDown       | Nia Jax         | «Samoan Drop»          | 19:05           |
| 7                 | Shayna Baszler  | Raw             | N/A             | Descalificada          | 22:25           |
| 8                 | Nia Jax         | Raw             | N/A             | Cuenta fuera           | 23:20           |
| 9                 | Bianca Belair   | SmackDown       | N/A             | Cuenta fuera           | 23:20           |
| Sobreviviente(s): | Team Raw (Lana) | Team Raw (Lana) | Team Raw (Lana) | Team Raw (Lana)        | Team Raw (Lana) |
- El Campeón Universal de la WWE Roman Reigns (con Paul Heyman) derrotó al Campeón de la WWE Drew McIntyre (24:50).[21][27]
  - Reigns dejó inconsciente a McIntyre con un «Guillotine Choke» después de un «Low Blow».
  - Durante la lucha, Jey Uso interfirió a favor de Reigns.
  - Originalmente, Randy Orton era el oponente de Reigns, pero fue reemplazado por McIntyre cuando este ganó el Campeonato de la WWE en el episodio del 16 de noviembre de Raw.
  - Ninguno de los dos campeonatos estuvieron en juego.